# Британский батальон интербригад
Британский батальон (англ. British Battalion, исп. Batallón Británico), также известный как Батальон Шапурджи Саклатава (англ. Shapurji Saklatava Battalion, исп. Batallón Saklatava) — британское добровольческое военное подразделение, собранное из числа членов Коммунистической партии Великобритании и участвовавшее в Гражданской войне в Испании на стороне республиканцев. Назван в честь индийско-британского коммуниста Шапурджи Саклатавы.

## История

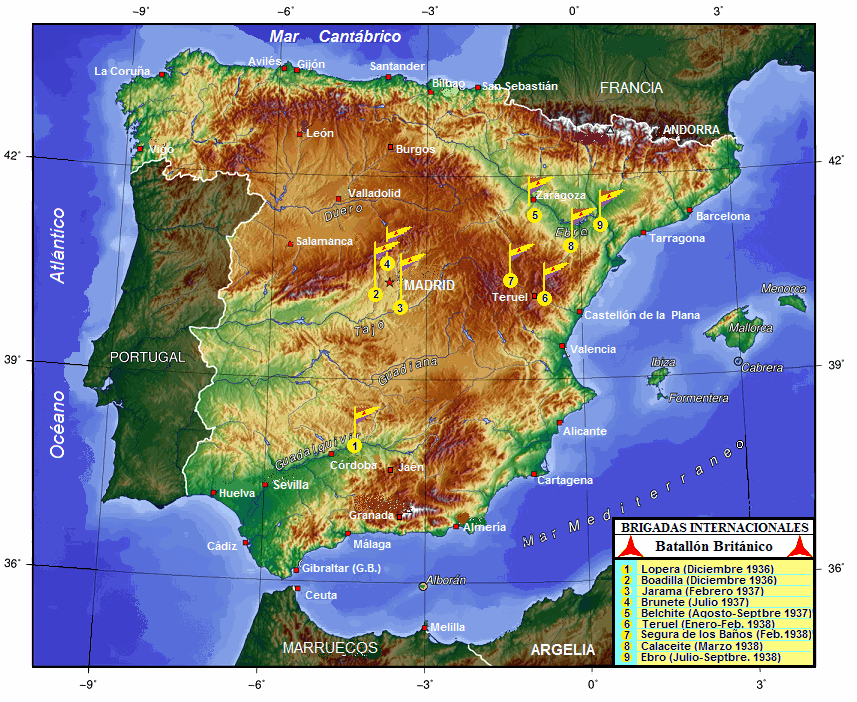
Сражения Британского батальона в Испании

### Первые британские добровольцы
Первая группа добровольцев из Великобритании, которыми руководили Томас Уинтрингем и Нэт Коэн, прибыла в Испанию в августе—сентябре 1936 года. Из этих британцев было образовано первое британское подразделение в составе интербригад — рота Томаса Манна, воевавшая в составе немецкой колонны Тельманна (колонна вскоре преобразовалась в батальон, воевавший в составе XII Интербригады).
Вторая группа добровольцев во главе с Джоком Каннингемом и Джоном Корнфордом воевала в составе батальона Парижской коммуны в XI Интербригаде. Оба английских подразделения в составе батальонов Тельманна и Парижской коммуны позднее участвовали в боях за Мадрид. В декабре 1936 года ещё дополнительно 145 британцев сформировали 1-ю роту франкоязычного батальона Марсельезы, части XIV Интербригады; рота проявила себя в боях за Кордобу и Мадрид. Однако в битве при Лас-Росас она понесла большие потери, ввиду чего в строю осталось только 67 человек.

### Создание батальона
В январе 1937 года выжившие бойцы 1-й роты батальона Марсельезы встретились с 450 британскими, ирландскими и другими англоязычными антифашистами, которые воевали в составе ирландской Колонны Коннолли. Встреча произошла в Мадригерасе, пригороде Альбасете, в штаб-квартире Интебригад. Именно с этого момента отсчитывает свою официальную историю Британский батальон. В его состав вошли три пехотные роты (1-я, 3-я и 4-я) и 2-я пулемётная рота. Батальон получил условное название 16-го батальона Интербригад и название имени Шапурджи Саклатлавы — индийского коммуниста, однако название «не прижилось»: даже в официальных документах он значился как «Британский батальон». 1-я пехотная рота получила своё название в честь майора Клемента Эттли, лидера партии лейбористов.
Батальон нёс службу в составе XV Интербригады имени Авраама Линкольна наравне с батальонами имени всё того же Линкольна, болгарским батальоном Димитрова и франко-бельгийским батальоном имени Шестого Февраля.

### Боевой путь
Боевое крещение батальон принял в феврале 1937 года в битве на Хараме, и это боевое крещение оказалось очень неудачным. 12 февраля англичане вступили в открытый бой против сил африканской испанской армии Франсиско Франко. Батальон потерял 275 человек из стрелковых рот (в живых осталось только 125 человек) уже в первый день, а во второй день в плен попала значительная часть пулемётчиков. Тяжело был ранен командир Уинтрингем, и батальон возглавил Джок Каннингем, который сумел прорвать кольцо окружения и вывести 140 стрелков и пулемётчиков. 17 июня 1937 батальон покинул берега Харамы. О битве впоследствии написал песню «Долина Харамы» (англ. Valley of Jarama) Алекс МакДейд.
После похорон погибших и восстановления раненых батальон был усилен ещё 331 добровольцем в битве при Брунете. 6 июля XV Интербригада заняла деревни Романильос и Боадилья-дель-Монте, а ночью вошла в деревню Вильянуэва-де-ла-Каньяда. На следующий день британцам поступил приказ выдвигаться к кряжу Москито, что являлось основной целью продвижения британцев. После того, как англичане покинули Вильянуэву-де-ла-Каньяда, их отряд подвергся мощному авианалёту бомбардировщиков Ju-87 из легиона «Кондор» и артобстрелу со стороны националистов. В неравном двухчасовом бою бою был убит тот самый Алекс МакДейд, а всего выжило только 42 британских солдата. Французские добровольцы пришли слишком поздно на помощь англичанам, и в итоге батальон отступил на резервные позиции.
В середине августа 1937 года 35-я республиканская пехотная дивизия, в составе которой сражалась XV Интербригада, была переброшена в Арагон, чтобы отбросить немцев от Сантандера и взять Сарагосу. 25 августа батальон начал уличные бои в Кинто, атаковав националистов на холме Пурбуррель, но был остановлен интенсивным огнём из винтовок и пулемётов. На следующий день попытка повторилась, и в этот раз при поддержке противотанковых орудий англичане взяли холм. Тяжёлые бои унесли жизни ста солдат батальона, и на помощь к ним неоднократно приходили силы регулярных частей республиканской армии.
Бригада также участвовала в битвах за Теруэль и при Эбро. 21 сентября 1938 премьер-министр Хуан Негрин обратился к Лиге Наций с заявлением о скором намерении распустить Интербригады. В конце сентября 1938 британский батальон был распущен, приняв участие 17 октября в прощальном параде в Барселоне, британцев провожали президент Мануэль Асанья и премьер-министр Хуан Негрин. В Великобританию вернулись 305 добровольцев, которых встречали на железнодорожной станции Виктория многие люди во главе с Клементом Эттли, Стэффордом Криппсом, Уильямом Галлахером и Уильямом Лоутером.

## Некоторые бойцы
- Билл Александр — химик-технолог, командир батальона с 1938 года, первый заместитель Генерального секретаря Коммунистической партии Великобритании.
- Кристофер Кодуэлл — журналист, поэт, погиб в битве на Хараме.
- Фредерик Коупмэн — моряк, организатор Инвергордонского мятежа, командир батальона в 1937 году.
- Джон Корнфорд — поэт, праправнук Чарльза Дарвина.
- Джейсон Гёрни — скульптор, боец батальона имени Авраама Линкольна.
- Лен Кроум — врач-невропатолог, кавалер Военного креста за участие во Второй мировой войне.
- Джек Джонс — генеральный секретарь трейд-униона TGWU.
- Лори Ли — поэт, писатель.
- Уилл Пейнтер — генеральный секретарь Национального союза шахтёров с 1959 по 1968 годы.
- Эсмонд Ромилли — журналист, племянник Уинстона Черчилля.
- Стивен Спендер — поэт, писатель, профессор Университетского колледжа в Лондоне, в 1983 пожалован в рыцари.
- Альфред Шерман — философ, член Консервативной партии, военный переводчик.
- Томас Уинтрингем — журналист, командир батальона в 1937 году.